# 1867 en musique
| \| • Retour à la chronologie générale de la musique populaire • \| |
| XXIe siècle • XXe siècle • XIXe siècle • XVIIIe siècle XVIIe siècle • XVIe siècle • XVe siècle • XIVe siècle XIIIe siècle • XIIe siècle • XIe siècle • Xe siècle IXe siècle • VIIIe siècle • Haut Moyen Âge • Rome • Grèce |
| • Retour à la chronologie générale de la musique populaire • |

| • Retour à la chronologie générale de la musique populaire • |

| Années de la musique populaire : 1864 - 1865 - 1866 - 1867 - 1868 - 1869 - 1870    |
| Décennies de la musique populaire : 1830 - 1840 - 1850 - 1860 - 1870 - 1880 - 1890 |

## Événements et œuvres

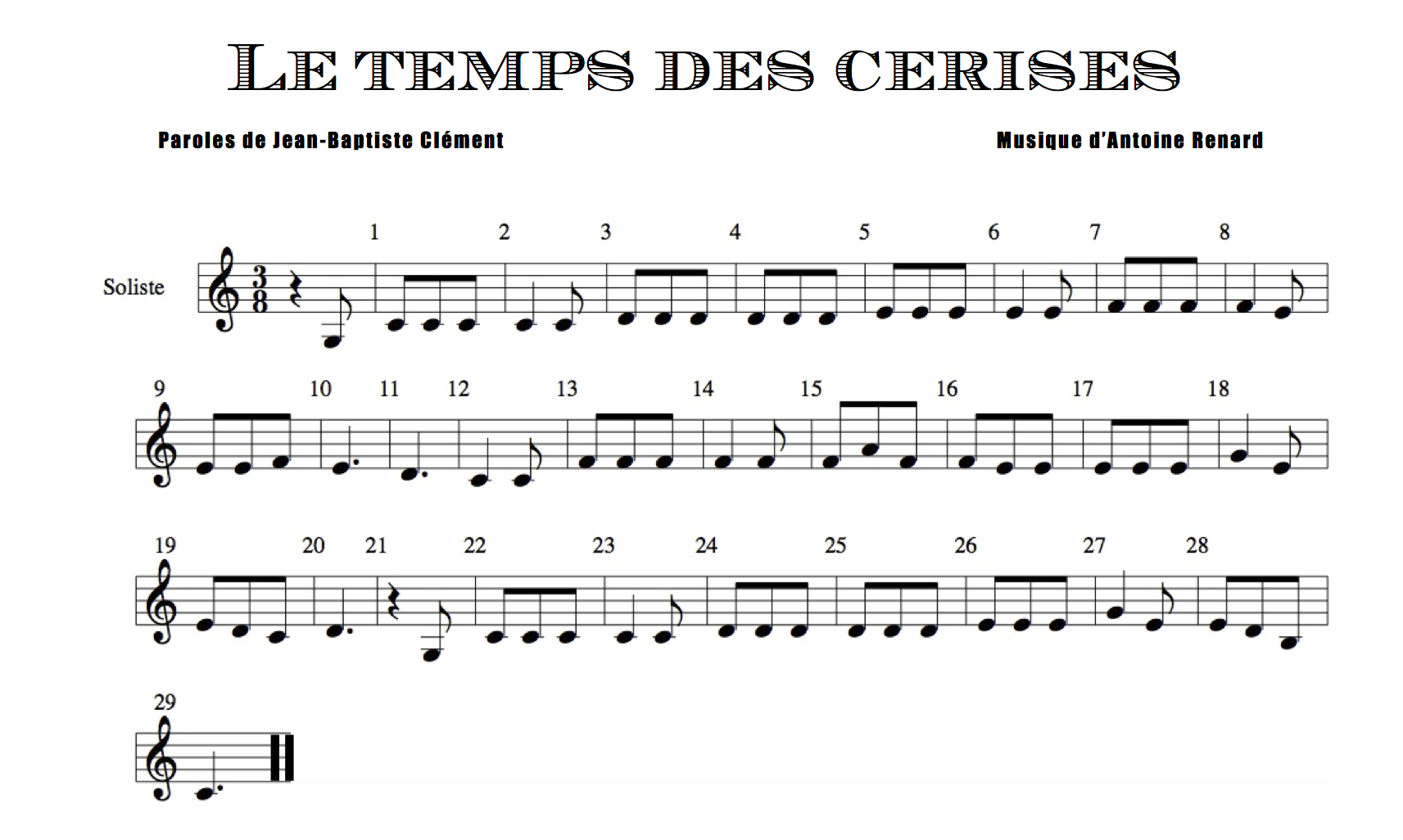
Le Temps des cerises

- En France, Camille Doucet, directeur de l'administration des théâtres, autorise les cafés-concerts « à s'offrir des costumes, des travestissements ; à jouer des pièces, à se payer des intermèdes de danse et d'acrobatie »[1] ; l'autorisation du costume de scène notamment transforme les conditions de réception de la chanson traditionnelle et met en avant les interprètes[2].
- Antoine Renard compose la musique de la chanson Le Temps des cerises.
- Publication d'un recueil de 136 chansons afro-américaines issues de l'esclavage aux États-Unis : Slave Songs of the United States (en)[3],[4] ; y figure notamment Nobody Knows the Trouble I've Seen.
- 30 juillet : lors d'un banquet à Avignon, la Coupo santo, œuvre du sculpteur Louis Guillaume Fulconis et de l’argentier Jarry, est offerte pour la première fois aux félibres provençaux.
- Lors du premier congrès celtique international organisé à Saint-Brieuc, le harpiste gallois Thomas Gruffyd se produit à l'invitation de Théodore Hersart de La Villemarqué.
- 3 243 orphéons regroupant 147 499 orphéonistes sont recensés en France[5].
- George Leybourne, The Daring Young Man on the Flying Trapeze (L'audacieux jeune homme au trapèze volant), chanson inspirée par le voltigeur et trapéziste français Jules Léotard.
- God Save Ireland, chanson irlandaise écrite par Timothy Daniel Sullivan, chantée sur l'air de Tramp! Tramp! Tramp! ; elle a servi de façon non officielle d’hymne national pour les nationalistes irlandais de 1870 à 1910.

## Publications
- Joseph Mazabraud, Nouvella chansoû potoueizâ ente un trobo : un jour dî l'eitouliâ e d'autrâ plo brovâ, Limoges, veuve H. Ducourtieux, 134 p.
- Charles Wérotte, Chansons wallonnes et otes poésies, Namur, P. Godenne, 431 p.

## Naissances
- 12 janvier : Eugène Dédé, compositeur et chef d'orchestre français, auteur de marches, polkas, mazurkas, rondes, valses et des musiques de chansons et chansonnettes, mort en 1919.
- 15 janvier : Paca Aguilera, chanteuse gitane espagnole de flamenco, morte en 1913.
- 12 avril : Daddy Stovepipe, chanteur, guitariste et harmoniciste de blues afro-américain, qui serait le bluesman le plus ancien (par sa naissance et non par la date des sessions) à avoir été enregistré[6], mort en 1963.
- 9 mars : Antoine Bouscatel, joueur de cabrette auvergnat, actif dans les bals musette à Paris, mort en 1945.
- 21 mai : Frances Densmore, ethnomusicologue américaine, spécialisée dans la musique et la culture des Amérindiens († 5 juin 1957).
- mai : Etilmon Stark, compositeur de ragtime († 1er janvier 1962).
- 17 août : Louise Balthy, interprète de café-concert et meneuse de revue française, morte en 1925.
- 23 septembre : John Lomax, musicologue et folkloriste américain, qui a collecté chants de cow-boys, ballades traditionnelles et musiques des bluesmen du Sud des États-Unis pour la Bibliothèque du Congrès, mort en 1948.
- 18 octobre : Eugénio Tavares, poète et compositeur cap-verdien, qui popularise le genre de la morna, mort en 1930.
- 9 décembre : Léon Alfred Fourneau, dit Léon Xanrof, auteur-compositeur et chansonnier français montmartrois, mort en 1953.

- Date précise inconnue :
  - Larbi Bensari, chanteur et interprète de gharnati et de hawzi algérien, mort en 1964.
  - Lorenzo Tio, père : fabricant d'instruments à vent à La Nouvelle-Orléans, avec son frère Louis dit Papa Tio (1862-1922) ; ils ont eu une grande influence sur le développement du solo jazz[7].

## Décès
- Date précise inconnue :
  - Mestfa Ben Brahim, musicien et poète algérien, dont l'œuvre a eu une influence considérable sur la chanson oranaise (° 1800).
  - Jean Sautivet, fabricant et joueur de musettes français du Berry, né en 1798.